# サーコム・ジャパン
サーコム・ジャパン株式会社（英: Sercomm Japan Corp.）は、東京都品川区東品川に本社を置く通信機器メーカー。

## 主力製品・事業
- 電子デバイス

## 主要事業所
- 本社 - 東京都品川区東品川2-2-20　天王洲郵船ビル21階

## 沿革
- 2010年2月 - サーコム・ジャパン株式会社をサーコム台湾の日本法人として設立。

### 海外グループ企業
- サーコムコーポレーション（台湾:電子機器の製造及び販売）